# East Sutton
East Sutton är en civil parish i grevskapet Kent i sydöstra England. Den ligger i distriktet Maidstone och utgörs av ett landsbygdsområde, beläget öster om Sutton Valence. Civil parishen hade 378 invånare vid folkräkningen år 2021.
I civil parishen finns ett ungdoms- och kvinnofängelse.